# Валентин Илиев (математик)
Валентин Ванков Илиев е български математик с трудове по алгебрична геометрия, алгебра и математическа химия.

## Биография
Валентин Илиев е роден на 13 ноември 1949 г. във Видин. Средното си образование завършва във Втора видинска гимназия, в класа на известния учител по математика Георги Велев. Участва в Националната математическа олимпиада и през 1967 г. е приет без конкурсен изпит в Софийския университет „Климент Охридски“ и в Московския държавен университет „М. В. Ломоносов“ в Москва, Русия, СССР по специалност „Математика“. През 1972 г. се дипломира във Факултета по математика и механика на СУ по специалност „Математика“ със специализация „Алгебра“.
Като един от отличниците на випуск 1972 е назначен първо като асистент в катедра „Алгебра“ във Факултета по математика и механика на СУ, а веднага след това става редовен аспирант по „Алгебра“. В периода 1972 – 1974 отбива военната си служба. През 1980 г. защитава дисертация за придобиване на научната и образователна степен „кандидат на математическите науки“ (днес „доктор“). Дисертацията е в областта на алгебричната геометрия и третира класификационен въпрос от теорията на повърхнините, поставен от Андрей Тодоров.
През 1981 г. е назначен за научен сътрудник в секция „Алгебра“ на Института по математика и информатика на БАН, през 1996 г. става старши научен сътрудник II ст., а през 2010 г. – старши научен сътрудник I ст. в същата секция. В периода януари – март 1988 г. В. Илиев е хоноруван доцент в Департамента по математика на Университета на щата Юта, САЩ.
До 1991 г. се занимава с алгебрична геометрия, като прави широко обобщение на резултатите за класа повърхнини, разглеждани в неговата дисертация. По-късно (1992 – 1998) публикува трудове по алгебра и по теория на представянията на симетричната група. Формализмът, разработен по това време, се използва от Илиев за развитие на една теория на изомерията в органичната химия, основните идеи на която са разработени през 1929 г. от американския математик А. К. Лан и американския химик Дж. К. Сеньор. Резултатите по тази теория са изложени в монографията „Изомерията като вътрешна симетрия на молекулите“, публикувана през 2008 г.
През декември 2008, на базата на тази монография, Илиев защитава дисертация и месец по-късно получава научната степен „доктор на математическите науки“. До 1996 г. преподава във Факултета по математика и информатика на СУ, а от 1997 г. – в Американския университет в Благоевград.

## Трудове
- Поверхносты с Pg=3 и K²=3, Часть I, Сердика 6 (1980), 352 – 362.
- Поверхносты с Pg=3 и K²=3, Часть II, Сердика 7 (1981), 390 – 395.

Английски превод на тези две статии е публикуван в Transl. Amer. Math. Soc. (2) 132 (1986), 45 – 65.
- A note on certain surfaces, Bull. London Math. Soc. 16 (1984), 135 – 138.
- On the canonical rings of some Horikawa surfaces, Part I, Trans. Amer. Math. Soc. 309, No 1 (1988), 309 – 323.
- On the canonical rings of some Horikawa surfaces, Part II, C. R. Acad. Sci. Paris, t. 312, Serie I (1991), 983 – 988.
- Semi-symmetric algebras: General constructions, J. Algebra, 148, No 2 (1992), 479 – 496.
- Semi-symmetric algebra of a free module, C. R. Bulg. Acad. Sci. 45, Nº10 (1992), 5 – 7.
- On certain polynomial functors, C. R. Bulg. Acad. Sci. 46, Nº1 (1993), 19 – 22.
- A note on the polynomial functors corresponding to the monomial representations of the symmetric group, J. Pure Appl. Algebra, 87 (1993), 1 – 4.
- On certain permutation groups with operators and a class of their generating systems, Algebra Colloquium, 4, Nº3 (1997), 249 – 256.
- On a new approach to Williamson's generalization of Polya's enumeration theorem, Serdica Math. J. 26 (2000), 155 – 166.
- On Lunn-Senior's mathematical model of isomerism in organic chemistry. Part I, Communications in Mathematical Chemistry and Computer Chemistry (MATCH), University of Bayreuth, 40 (1999), 153 – 186.
- On the inverse problem of isomer enumeration: Part I, Case of ethane, Communications in Mathematical Chemistry and Computer Chemistry (MATCH), University of Bayreuth, 43 (2001), 67 – 77.
- On the inverse problem of isomer enumeration: Part II, Case of cyclopropane, Communications in Mathematical Chemistry and Computer Chemistry (MATCH), University of Bayreuth, 43 (2001), 79 – 84.
- A generalization of Redfield's Master Theorem, Annuaire de l'Universite de Sofia, 95 (2001), 91--98.
- On certain organic compounds with one mono-substitution and at least three di-substitution homogeneous derivatives, J. Math. Chem. 34 (2003), 137 -- 150.
- On Lunn-Senior's Mathematical Model of Isomerism in Organic Chemistry. Part II, MATCH Commun. Math. Comput. Chem. 50 (2004), 39 -- 56.
- The genetic reactions of ethane, MATCH Commun. Math. Comput. Chem.56 (2006), 21 –95.

- The genetic reactions of cyclopropane, Part I, MATCH Commun. Math. Comput. Chem. 57 (2007), 525 – 548.
- (with M. B. Weissman and I. Gutman) A Pioneer Remembered – Biographical Notes About Arthur Constant Lunn, MATCH Commun. Math. Comput. Chem. 59 (2008), 687 -- 708.
- Isomerism as Intrinsic Symmetry of Molecules, Mathematical Chemistry Monographs, No 5, 2008, University of Kragujevac and Faculty of Science Kragujevac, ISBN 978-86-81829-86-8.
- Isomerism as manifestation of intrinsic symmetry of molecules: Lunn-Senior's theory, Serdica Journal of Computing, 3 (2009), 75 -- 106.
- A mathematical characterization of the groups of substitution isomerism of the linear alkanes, J. Math. Chem., 47 (2010), 52 – 61.
- Semi-symmetric algebras: General Constructions. Part II, Serdika Math. J. 36 (2010), 39 -66.
- On a class of permutation representation of Artin braid group, C. R. Bulg.Acad. Sci.,  63,  No 3 (2010), 321 – 326.
- On some finite-dimensional representations of Artin braid group, Mathematics and Education in Mathematics, Proceedings of the Fortieth Spring Conference of the Union of the Bulgarian Mathematicians, 2011.
- On certain representations of Artin braid group, Studia Scientiarum Mathematicarum Hungarica, 51, No 3 (2014), 285 -302,  HU ISSN 0081-6906.
- (with M. V. Droganova) On the Preference Relations with Negatively Transitive Asymmetric Part.  I,  C. R. Bulg. Acad.Sci., vol. 68, No 2 (2015), 149 – 158.